# زيدون
زيدون (بالفارسية: زیدون) هي قرية تقع في قسم بردخون الريفي (مقاطعة دير) في إيران. يقدر عدد سكانها بـ 18 نسمة .